# Ballon-Saint Mars
Pour les articles homonymes, voir Ballon et Saint-Mars.
Ballon-Saint Mars est, depuis le 1er janvier 2016, une commune nouvelle française située dans la Sarthe en région Pays de la Loire, peuplée de 2 270 habitants. Elle est issue du regroupement des deux communes de Ballon et de Saint-Mars-sous-Ballon.
La commune fait partie de la province historique du Maine et se situe dans le Haut-Maine (Maine roux).

## Géographie
| - OpenStreetMap Limite communale. |

L'agglomération de Ballon-Saint Mars se situe à environ 19 km au nord du centre ville du Mans. Les villages de Ballon (Sarthe) et de Saint-Mars-sous-Ballon forment une seule agglomération. Le hameau de la Rue d'Orne se trouve au nord de Ballon tout en bas dans la vallée de l'Orne saosnoise.  

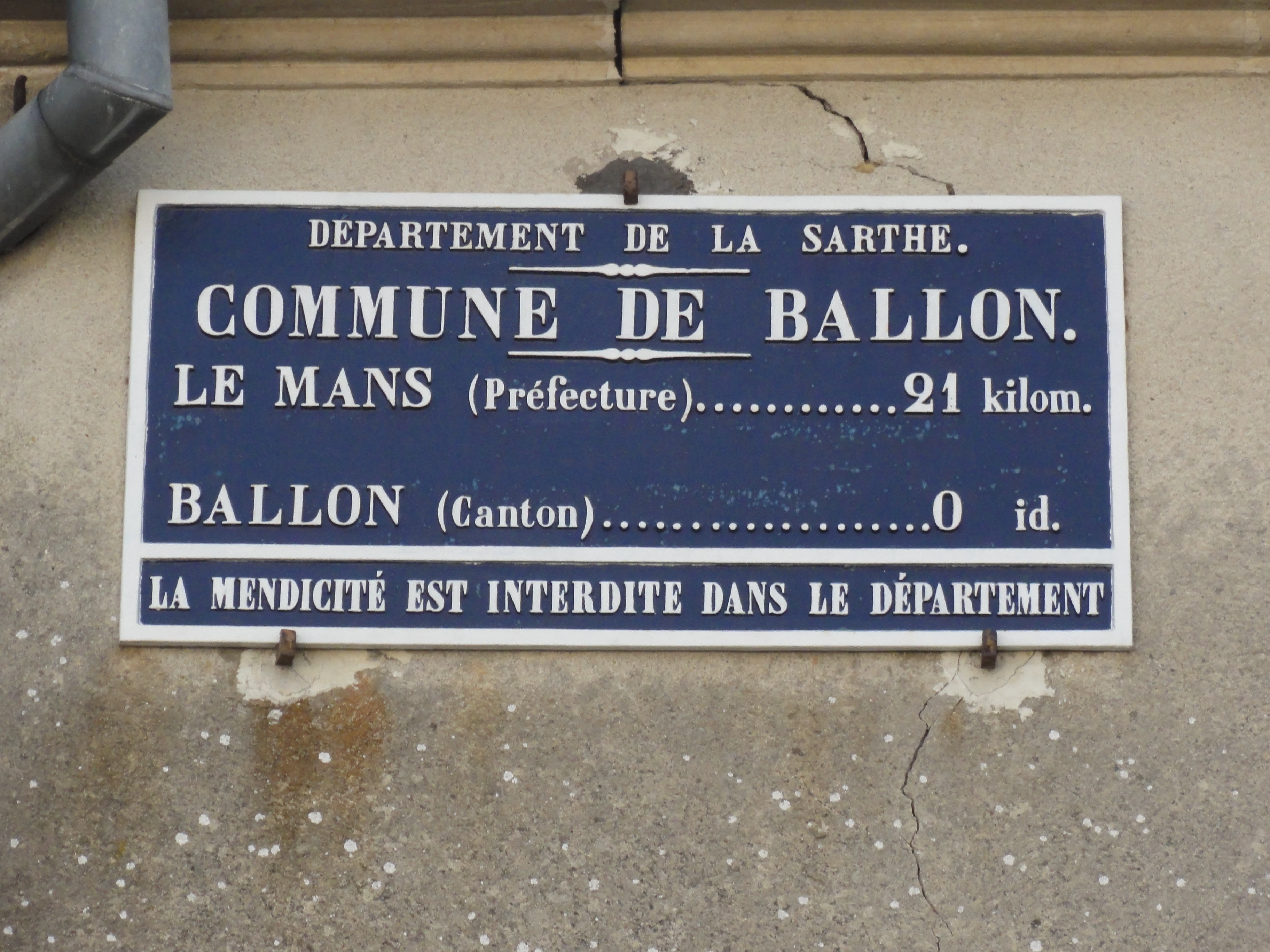
Plaque de cocher à Ballon.
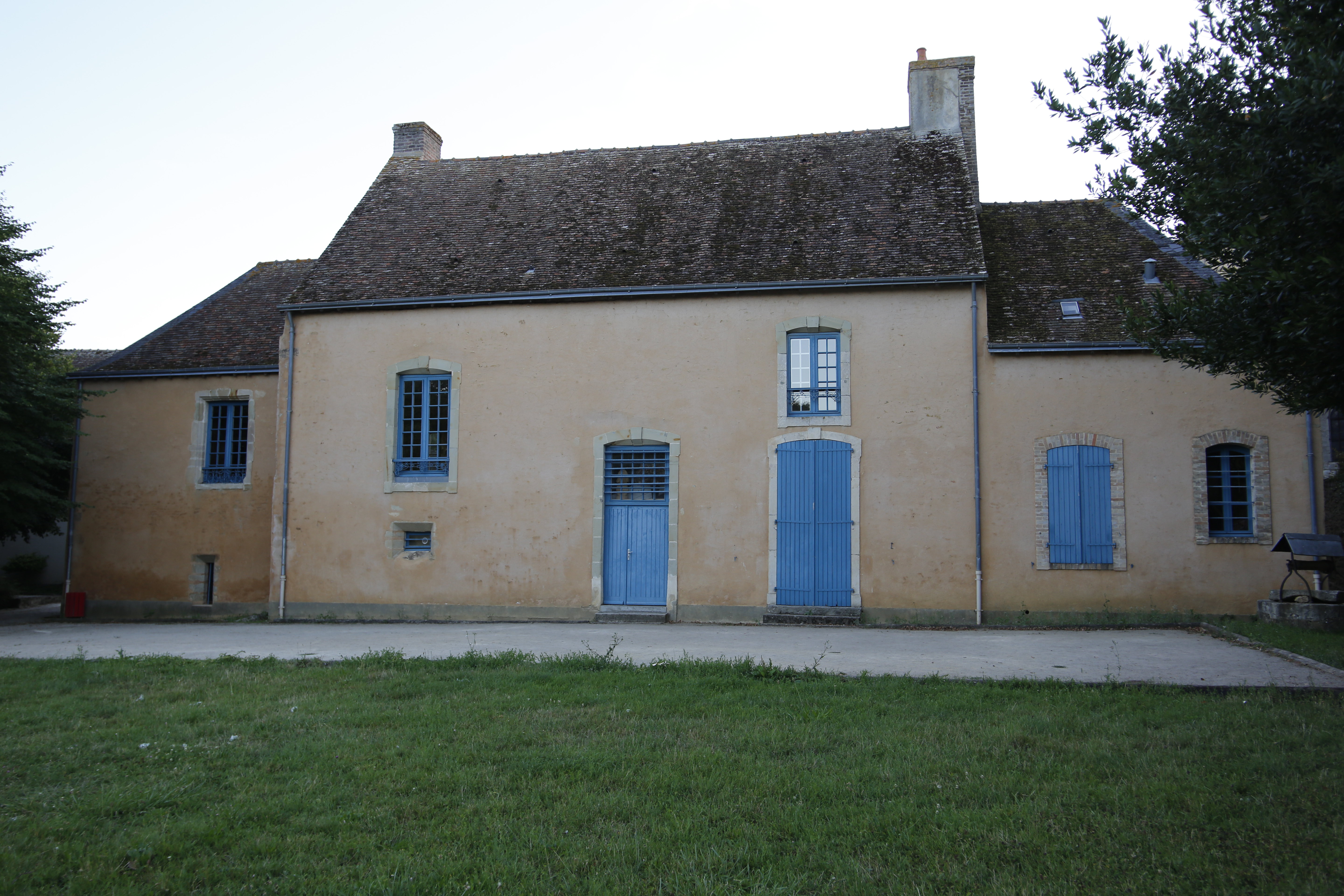
Mairie annexe de Saint-Mars-sous-Ballon.
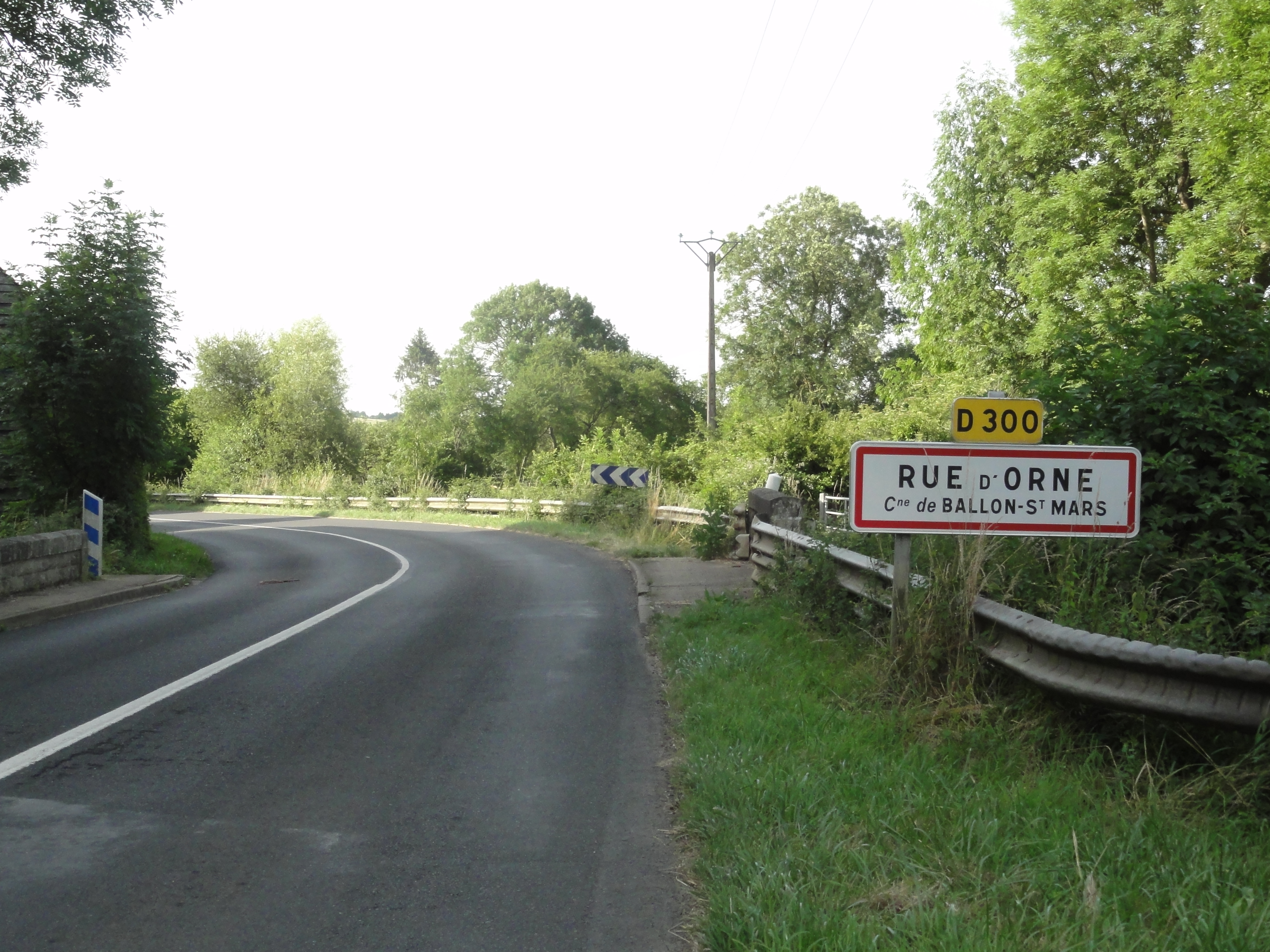
Entrée du hameau de la Rue d'Orne.
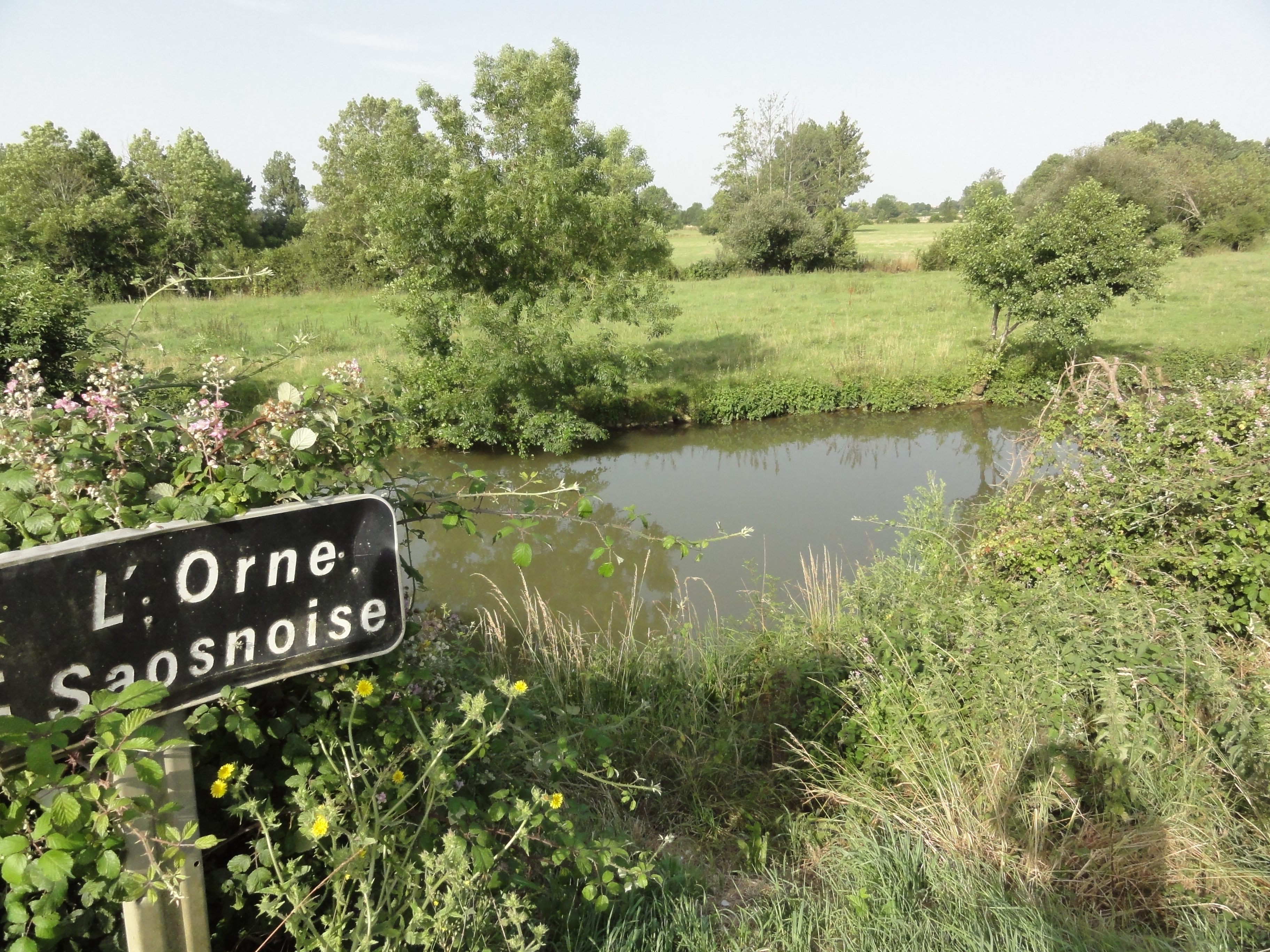
L'Orne saosnoise à la Rue d'Orne.

### Climat
Pour des articles plus généraux, voir Climat des Pays de la Loire et Climat de la Sarthe.
En 2010, le climat de la commune est de type climat océanique dégradé des plaines du Centre et du Nord, selon une étude du CNRS s'appuyant sur une série de données couvrant la période 1971-2000. En 2020, Météo-France publie une typologie des climats de la France métropolitaine dans laquelle la commune est exposée à un climat océanique altéré et est dans la région climatique Moyenne vallée de la Loire, caractérisée par une bonne insolation (1 850 h/an) et un été peu pluvieux.
Pour la période 1971-2000, la température annuelle moyenne est de 10,6 °C, avec une amplitude thermique annuelle de 13,8 °C. Le cumul annuel moyen de précipitations est de 714 mm, avec 11,6 jours de précipitations en janvier et 7,9 jours en juillet. Pour la période 1991-2020, la température moyenne annuelle observée sur la station météorologique de Météo-France la plus proche, « Marolles Les Braults », sur la commune de Marolles-les-Braults à 9 km à vol d'oiseau, est de 11,8 °C et le cumul annuel moyen de précipitations est de 702,5 mm,. Pour l'avenir, les paramètres climatiques de la commune estimés pour 2050 selon différents scénarios d'émission de gaz à effet de serre sont consultables sur un site dédié publié par Météo-France en novembre 2022.

## Urbanisme

### Typologie
Au 1er janvier 2024, Ballon-Saint Mars est catégorisée bourg rural, selon la nouvelle grille communale de densité à sept niveaux définie par l'Insee en 2022.
Elle est située hors unité urbaine. Par ailleurs la commune fait partie de l'aire d'attraction du Mans, dont elle est une commune de la couronne,. Cette aire, qui regroupe 144 communes, est catégorisée dans les aires de 200 000 à moins de 700 000 habitants,.

## Histoire
La création de la commune nouvelle de « Ballon-Saint Mars » a été décidée par un vote des conseils municipaux des communes de Ballon et Saint-Mars-sous-Ballon, le 25 juin 2015, après plusieurs mois de négociations. Ce regroupement permettra de pallier la baisse programmée des dotations globales de fonctionnement versée par l'État durant les prochaine années. Le 1er janvier 2016, la création de la nouvelle commune a entraîné la transformation des deux anciennes communes en « communes déléguées » de la nouvelle entité dont la création a été entériné par arrêté préfectoral du 7 août 2015.
Le 4 juin 2020, le conseil municipal vote la suppression des communes déléguées.

## Politique et administration

### Liste des maires
| Période      | Période  | Identité          | Étiquette | Qualité                                       |
| ------------ | -------- | ----------------- | --------- | --------------------------------------------- |
| janvier 2016 | En cours | Maurice Vavasseur | PS        | Ingénieur territorial, ancien maire de Ballon |

### Communes déléguées
| Nom                    | Code Insee | Intercommunalité       | Superficie (km2) | Population (dernière pop. légale) | Densité (hab./km2) |
| ---------------------- | ---------- | ---------------------- | ---------------- | --------------------------------- | ------------------ |
| Ballon (siège)         | 72P01      | CC des Portes du Maine | 13,41            | 1 379 (2018)                      | 103                |
| Saint-Mars-sous-Ballon | 72301      | CC des Portes du Maine | 18,20            | 871 (2018)                        | 48                 |

## Population et société

### Démographie
L'évolution du nombre d'habitants est connue à travers les recensements de la population effectués dans la commune depuis sa création.
En 2022, la commune comptait 2 270 habitants, en évolution de +2,67 % par rapport à 2016 (Sarthe : −0,25 %, France hors Mayotte : +2,11 %).
| 2018  | 2022  |
| ----- | ----- |
| 2 250 | 2 270 |

## Culture locale et patrimoine

### Lieux et monuments
- Église Saint-Médard de Saint-Mars-sous-Ballon.

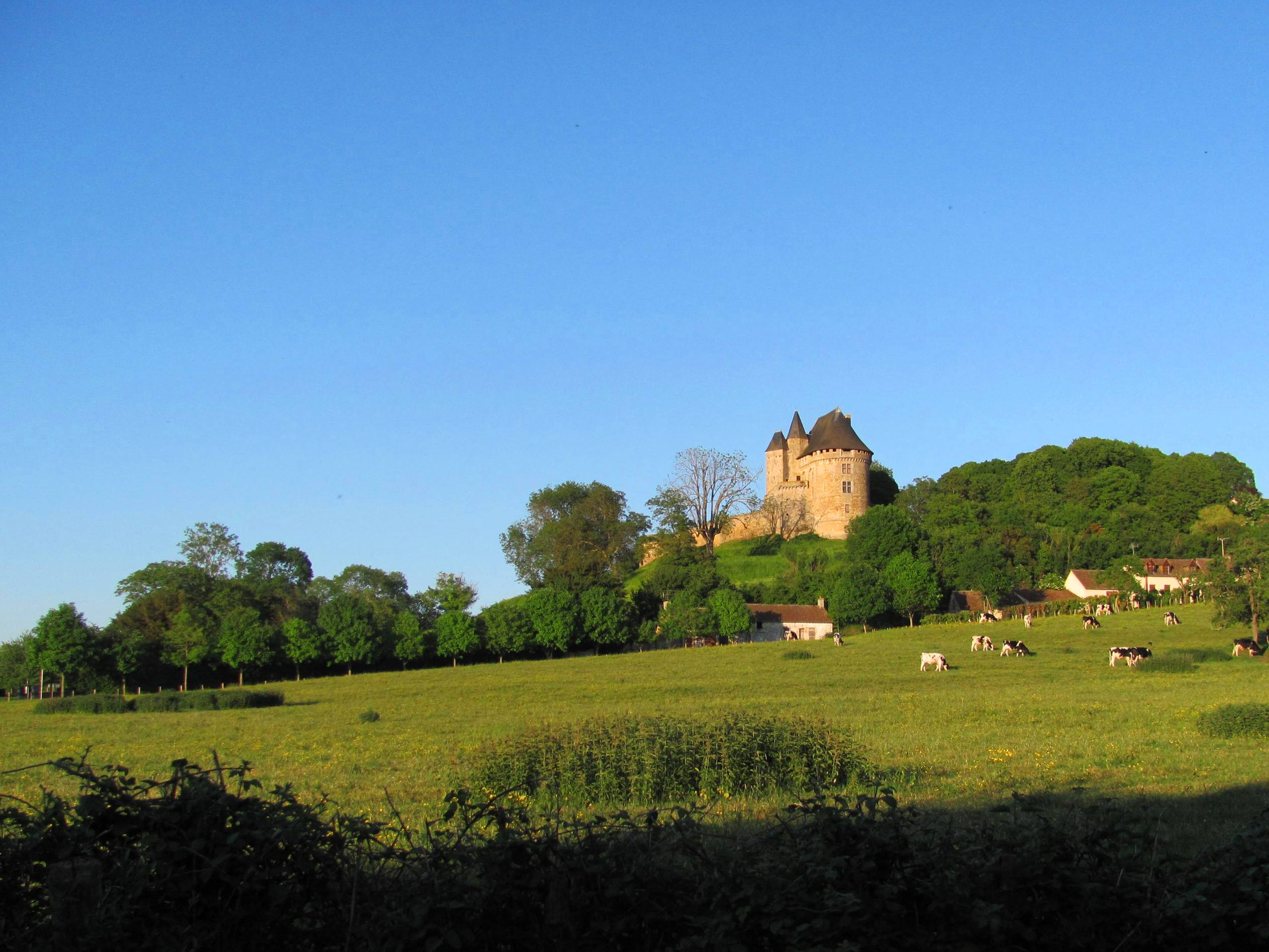
Château de Ballon (face ouest).

- Château de Ballon.

## Pour approfondir